# Bernardo Laureiro
Bernardo Laureiro, vollständiger Name José Bernardo Laureiro Alves, (* 2. Februar 1992 in Melo) ist ein uruguayischer ehemaliger Fußballspieler.

## Karriere

### Verein
Der 1,78 Meter große Mittelfeldakteur Laureiro spielte vor Beginn seiner Profikarriere für die Melo Wanderers. Er stand zu Beginn seiner Karriere in Reihen des uruguayischen Erstligisten Defensor Sporting. Sodann spielte er auf Leihbasis für den Cerro Largo FC. Mit dem Cerro Largo FC stieg er 2011 in die Primera División auf. Auch soll er in der Spielzeit 2011/12 dem Verein angehört haben. Der Cerro Largo FC führt ihn allerdings nach eigenen Angaben in jener Saison nicht im Kader und weist stattdessen lediglich eine Mannschaftszugehörigkeit für die Spielzeit 2010/11 aus. Im Anschluss an seine Zeit beim Klub aus Melo kehrte er zu Defensor zurück. Im Februar 2013 wechselte er nach Chile und schloss sich dem Athletic Club Barnechea in der Primera B an. Dort absolvierte er drei Ligaspiele und erzielte zwei Treffer. Am 2. Januar 2014 gab der zu jener Zeit von Florencio Leiva trainierte, in der nicaraguanischen Hauptstadt Managua ansässige Verein Club Deportivo Walter Ferretti die Verpflichtung Laureiros für das anstehende Torneo Clausura bekannt. Laureiro äußerte später, dass dies das erste Angebot eines anderen Vereins in der Wechselperiode war, das er erhielt. In der Liga kam er dort erstmals am 12. Januar 2014 beim 2:0-Auswärtssieg gegen Real Madriz zum Einsatz. Bislang (Stand: 12. Juli 2016) lief er insgesamt in 87 Ligabegegnungen auf und erzielte 26 Treffer. Zudem kam er viermal (ein Tor) in der CONCACAF Champions League 2015/16 zum Einsatz.

### Nationalmannschaft
Laureiro war Mitglied der von Fabián Coito trainierten uruguayischen U-15-Auswahl, die bei der U-15-Südamerikameisterschaft 2007 in Brasilien teilnahm und hinter dem Gastgeberland den zweiten Platz belegte. Er gehörte der uruguayischen Mannschaft bei der U-17-Südamerikameisterschaft 2009 an. Dort kam er mindestens in der in Iquique ausgetragenen Partie gegen Venezuela zum Einsatz und erzielte einen Treffer. Er war auch Teil des Aufgebots der uruguayischen U-17 bei der U-17-Weltmeisterschaft 2009 in Nigeria. Im Turnier wurde er viermal eingesetzt. Einen Treffer schoss er nicht.

## Erfolge
Walter Ferretti
- Meister Nicaraguas: 2014/15

Diriangén FC
- Meister Nicaraguas: 2020/21 C
- Pokalsieger Nicaraguas: 2020

U15-Nationalmannschaft
- U-15-Vize-Südamerikameister 2007